# 献烈皇后
劉皇后（？—326年），前赵皇帝刘曜的第二任皇后。325年，她被立为皇后。326年二月，劉皇后弥留之际，刘曜问她的遗言。她说自己幼年多亏叔父劉昶抚养，希望能加以厚禄。叔父劉皑的女儿劉芳美丽正直，希望能刘曜立她为皇后。劉皇后死后谥号为獻烈皇后，刘曜封劉昶为侍中、大司徒、录尚书事，立劉芳为皇后。
| 前任： 羊皇后 | 前赵皇后 325年—326年 | 繼任： 劉芳 |